# Karta praw podstawowych Unii Europejskiej
Karta praw podstawowych Unii Europejskiej (ang. Charter of Fundamental Rights of the European Union, fr. Charte des droits fondamentaux de l’Union Européenne) – zbiór fundamentalnych praw człowieka i obowiązków obywatelskich uchwalony i podpisany w dniu 7 grudnia 2000 r. podczas szczytu Rady Europejskiej w Nicei w imieniu trzech organów Unii Europejskiej: Parlamentu, Rady UE oraz Komisji, powtórnie, z pewnymi poprawkami, podpisany przez przewodniczących tych organów podczas szczytu w Lizbonie 12 grudnia 2007 r. Moc wiążąca dokumentu została mu nadana przez traktat lizboński podpisany 13 grudnia 2007 roku, który wszedł w życie 1 grudnia 2009.

## Historia
Prace nad ustanawianiem fundamentalnych praw UE ruszyły w 1999 roku, w czasie posiedzenia Rady Europejskiej w Kolonii. Dokument ten miał zebrać „wspólną część podstawowych praw obywatelskich, które w tej czy w innej formie są wpisane do konstytucji i innych aktów prawnych państw członkowskich UE, aby stworzyć spójny zestaw norm dla tworzenia przyszłego prawa UE”. Po przegłosowaniu pomysłu w Parlamencie Europejskim zostało Komisji Europejskiej zlecone zadanie ustalenia kompromisowego tekstu Karty. Kartę tworzył 60-osobowy konwent składający się z przedstawicieli szefów państw i rządów UE, parlamentów krajowych, Parlamentu Europejskiego oraz Komisji Europejskiej.
W dniu 7 grudnia 2000 roku tekst Karty został przyjęty i podpisany przez premierów rządów wszystkich państw UE na szczycie w Nicei. Karta praw podstawowych wchodziła w skład Traktatu ustanawiającego Konstytucję dla Europy (jako jego część II), który ostatecznie nie został ratyfikowany. Traktat lizboński podpisany 13 grudnia 2007 roku nadaje moc prawną Karcie. Karta praw podstawowych zaczęła obowiązywać po tym, jak wszystkie państwa członkowskie Unii Europejskiej ratyfikowały traktat lizboński.
Rządy Wielkiej Brytanii, Polski i Czech ograniczyły dla swoich obywateli ochronę prawną Karty praw podstawowych poprzez przyjęcie dodatkowego protokołu, będącego częścią traktatu lizbońskiego.

## Treść Karty
Nazwanie owego aktu „kartą” ma charakter tradycyjny. W ten sposób podkreśla się związek z aktami historycznymi, np. angielską Magna Carta Libertatum z 15 czerwca 1215 roku, której przyjęcie było przełomem w kwestii prawa i wolności.
Karta praw podstawowych składa się z preambuły oraz 54 artykułów rozdzielonych między 7 rozdziałów:
Godność człowieka (art. 1–5):
ochrona godności ludzkiej; prawo do życia (w tym zakaz orzekania i wykonywania kary śmierci); prawo do integralności cielesnej (w tym zakaz praktyk eugenicznych, zakaz czerpania zysków z ciała ludzkiego jako takiego i jego części, zakaz klonowania w celach reprodukcyjnych); zakaz tortur i poniżającego traktowania lub karania; zakaz niewolnictwa i pracy przymusowej.
Wolności (art. 6–19):
prawo do wolności i bezpieczeństwa osobistego; prawo do poszanowania prywatności i życia rodzinnego; ochrona danych osobowych; prawo do zawarcia małżeństwa i założenia rodziny; wolność myśli, sumienia i religii; wolność przepływu informacji i wyrażania opinii; wolność zgromadzania się i stowarzyszania się; wolność sztuki i badań naukowych; prawo do edukacji; wolność wyboru zawodu i prawo do zatrudniania się w każdym państwie UE; wolność prowadzenia działalności gospodarczej; prawo własności (w tym własności intelektualnej); prawo do azylu; ochrona na wypadek wydalenia i ekstradycji.
Równość (art. 20–26):
równość wobec prawa; zakaz wszelkiej dyskryminacji; poszanowanie różnorodności kulturowej, religijnej i językowej, równość płci, prawa dziecka; prawa osób starszych; integracja osób niepełnosprawnych.
Solidarność (art. 27–38);
prawo pracowników do informacji i konsultacji; prawo do układów zbiorowych i wspólnych działań; prawo do pomocy społecznej i mieszkaniowej; prawo do ochrony przed nieuzasadnionym zwolnieniem; prawo do dobrych warunków pracy; zakaz pracy dzieci i ochrona pracującej młodzieży; zakaz zwolnień z powodu macierzyństwa, prawo do zasiłku macierzyńskiego i opiekuńczego; prawo do pomocy socjalnej; prawo dostępu do służby zdrowia; ochrona środowiska; ochrona konsumenta.
Prawa obywatelskie (art. 39–46):
prawo do głosowania i kandydowania w wyborach do Parlamentu Europejskiego; prawo do głosowania i kandydowania w wyborach samorządowych; prawo do dobrej administracji; prawo dostępu do dokumentów unijnych; prawo składania skarg do Rzecznika Praw Obywatelskich; prawo składania petycji do Parlamentu; prawo przemieszczania się i osiedlania; prawo do ochrony dyplomatycznej i konsularnej.
Wymiar sprawiedliwości (art. 47–50):
prawo do rzetelnego procesu sądowego; domniemanie niewinności i prawo do obrony; zasada legalizmu i proporcjonalności w procesie karnym; ne bis in idem procedatur (nikt nie może być ścigany lub skazywany z powodu faktów, co do których został już uniewinniony lub skazany; nie może być sądzony dwa razy o to samo).
Postanowienia ogólne (art. 51–54):
zakres stosowania Karty (podczas implementacji prawa wspólnotowego przez ciała unijne); zakres gwarantowanych praw (mogą być ograniczone tylko, jeśli jest to konieczne dla ochrony dobra publicznego lub innego z praw, przy uwzględnieniu zasady proporcjonalności); zakaz interpretacji Karty w sposób uszczuplający prawa człowieka gwarantowane przez inne akty prawa międzynarodowego; zakaz nadużycia praw (nie mogą być interpretowane jako uprawnienie do wydania aktu prawnego niweczącego którekolwiek z praw i wolności).

## Karta praw podstawowych w Polsce

Państwa, które podpisały Kartę
Państwa z klauzulą opt-out ograniczającą stosowania przepisów Karty

Państwa, które podpisały Kartę
     Państwa z klauzulą opt-out ograniczającą stosowania przepisów Karty

### Decyzja o niepodpisaniu Karty
4 października 2007, podobnie jak Wielka Brytania i Czechy, rząd Jarosława Kaczyńskiego zdecydował o niepodpisywaniu Karty Praw Podstawowych. Decyzję tę przedstawiciel rządu uzasadnił w następujący sposób: Chodzi np. o to, żeby zapobiec jakimkolwiek interpretacjom prawa przez Europejski Trybunał Praw Człowieka, które doprowadziłyby do zmiany definicji rodziny i przymuszały państwo polskie do uznawania małżeństw homoseksualnych. Decyzję ówczesnego rządu poparły między innymi:
- Religijna organizacja Stowarzyszenie Kultury Chrześcijańskiej im. ks. Piotra Skargi w październiku 2007 w Warszawie zorganizowała konferencję „Traktat Konstytucyjny a chrześcijańskie dziedzictwo Europy”, na której przedstawiła swoje zarzuty wobec postanowień Karty[7]. To samo Stowarzyszenie opublikowało również stanowisko prezentujące, według organizacji, sprzeczność Karty z wartościami chrześcijańskimi[8],
- Maciej Brachowicz z Towarzystwa Kulturalno-Oświatowego „Klub Jagielloński”, które opublikowało także listę „10 powodów dla odrzucenia Karty Praw Podstawowych”[9],
- Rzecznik Praw Obywatelskich Janusz Kochanowski w piśmie skierowanym do premiera Donalda Tuska zwrócił uwagę, że formuła prawna Karty (liczne klauzule generalne) może jego zdaniem doprowadzić do licznych konfliktów interpretacyjnych i zasugerował, by zamiast Karty Polska postulowała przyłączenie się Unii do Konwencji o Ochronie Praw Człowieka i Podstawowych Wolności z 1950 roku, w stosowaniu której istnieje już ponad półwieczna praktyka[10],
- ekonomista Robert Gwiazdowski[11].

W 2003 roku krytycznie na temat postanowień Karty wypowiadał się prof. Andrzej Zoll, wskazując na zawarte w jej postanowieniach dysproporcje pomiędzy wolnościami indywidualnymi a ochroną praw i godności innych osób. W 2007 roku profesor Zoll w udzielonym wywiadzie postulował by Polska nie odcinała się od jej wprowadzenia, ale równocześnie domagała się poprawienia w jej tekście tych postanowień, które budzą jego wątpliwości.

### Protokół polsko-brytyjski
Polska na szczycie w Lizbonie 18–19 października 2007, kiedy osiągnięto porozumienie w sprawie nowego traktatu, przyłączyła się do brytyjskiego protokołu, ograniczającego stosowanie Karty o następującej treści:

PROTOKÓŁ (nr 30)
W SPRAWIE STOSOWANIA KARTY PRAW PODSTAWOWYCH UNII EUROPEJSKIEJ DO POLSKI I ZJEDNOCZONEGO KRÓLESTWA
WYSOKIE UMAWIAJĄCE SIĘ STRONY,
MAJĄC NA UWADZE, że w artykule 6 Traktatu o Unii Europejskiej Unia uznaje prawa, wolności i zasady określone w Karcie praw podstawowych Unii Europejskiej,
MAJĄC NA UWADZE, że Karta ma być stosowana w ścisłej zgodności z postanowieniami wspomnianego wyżej artykułu 6 i tytułu VII samej Karty,
MAJĄC NA UWADZE, że wspomniany artykuł 6 stanowi, że Karta jest stosowana i interpretowana przez sądy Polski i Zjednoczonego Królestwa w ścisłej zgodności z wyjaśnieniami, o których mowa w tym artykule,
MAJĄC NA UWADZE, że Karta zawiera zarówno prawa, jak i zasady,
MAJĄC NA UWADZE, że Karta zawiera zarówno postanowienia o charakterze obywatelskim i politycznym, jak i postanowienia o charakterze gospodarczym i społecznym,
MAJĄC NA UWADZE, że Karta potwierdza prawa, wolności i zasady uznawane w Unii oraz sprawia, że są one bardziej widoczne, nie tworzy jednak nowych praw ani zasad,
PRZYPOMINAJĄC zobowiązania Polski i Zjednoczonego Królestwa wynikające z Traktatu o Unii Europejskiej, Traktatu o funkcjonowaniu Unii Europejskiej, jak również ogólnie pojętego prawodawstwa Unii,
PRZYJMUJĄC DO WIADOMOŚCI pragnienie Polski i Zjednoczonego Królestwa sprecyzowania pewnych aspektów stosowania Karty,
PRAGNĄC zatem sprecyzować stosowanie Karty w stosunku do przepisów prawnych i działań administracyjnych Polski i Zjednoczonego Królestwa oraz możliwość rozpoznawania na podstawie postanowień Karty spraw na drodze sądowej w Polsce i Zjednoczonym Królestwie,
POTWIERDZAJĄC, że zawarte w niniejszym Protokole odniesienia do wprowadzania w życie poszczególnych postanowień Karty pozostają ściśle bez uszczerbku dla wprowadzania w życie innych postanowień Karty,
POTWIERDZAJĄC, że niniejszy Protokół pozostaje bez uszczerbku dla stosowania Karty w stosunku do innych Państw Członkowskich,
POTWIERDZAJĄC, że niniejszy Protokół pozostaje bez uszczerbku dla innych zobowiązań Polski i Zjednoczonego Królestwa wynikających z Traktatu o Unii Europejskiej, Traktatu o funkcjonowaniu Unii Europejskiej oraz ogólnie pojętego prawodawstwa Unii,
UZGODNIŁY następujące postanowienia, które są dołączone do Traktatu o Unii Europejskiej i do Traktatu o funkcjonowaniu Unii Europejskiej:
Artykuł 1

1. Karta nie rozszerza zdolności Trybunału Sprawiedliwości Unii Europejskiej ani żadnego sądu lub trybunału Polski lub Zjednoczonego Królestwa do uznania, że przepisy ustawowe, wykonawcze lub administracyjne, praktyki lub działania administracyjne Polski lub Zjednoczonego Królestwa są niezgodne z podstawowymi prawami, wolnościami i zasadami, które są w niej potwierdzone.
2. W szczególności i w celu uniknięcia wszelkich wątpliwości nic, co zawarte jest w tytule IV Karty nie tworzy praw, które mogą być dochodzone na drodze sądowej, mających zastosowanie do Polski lub Zjednoczonego Królestwa, z wyjątkiem przypadków gdy Polska lub Zjednoczone Królestwo przewidziały takie prawa w swoim prawie krajowym.
Artykuł 2

Jeżeli dane postanowienie Karty odnosi się do ustawodawstw i praktyk krajowych, ma ono zastosowanie do Polski lub Zjednoczonego Królestwa wyłącznie w zakresie, w jakim prawa i zasady zawarte w tym postanowieniu są uznane przez ustawodawstwo lub praktyki Polski lub Zjednoczonego Królestwa.

Decyzja rządu była szeroko krytykowana przez przedstawicieli różnych partii. Niezadowolenie stanowiskiem rządu wyrazili:
- Andrzej Adamczyk, szef działu zagranicznego NSZZ „Solidarność”, którego zdaniem Karta powinna być przyjęta w całości. Dodając, że Karta dla „Solidarności” była najważniejszym elementem przyszłego traktatu unijnego.
- Prof. Bronisław Geremek z Partii Demokratycznej, który zwrócił uwagę, że w Karcie jest odwołanie do godności człowieka, wartości która według profesora ma chrześcijańskie korzenie. Stwierdził, że nie rozumie krajów, które obawiają się Karty, oraz że jakiekolwiek wyłączenie spod działania Karty byłoby szkodliwe dla Europy i Polski.
- Bogdan Klich, europoseł PO, którego zdaniem rząd Jarosława Kaczyńskiego odrzucając Kartę nie dochowuje zobowiązań wobec związków zawodowych i dziedzictwa „Solidarności”.
- Józef Pinior z SdPL, którego zdaniem nieprzyjęcie karty przez kraj w którym powstała „Solidarność” byłoby nieprawdopodobną ironią losu.
- Amnesty International, której zdaniem Karta jest niezbędna, aby wewnątrz Unii istniała koherentna polityka praw człowieka i funkcjonował sprawny system ochrony tych praw. Organizacja uważa, że nieprzyjęcie Karty będzie „tworzeniem Europy dwóch prędkości”[16].
- Władysław Bartoszewski, według którego Polska powinna podpisać Kartę Praw Podstawowych, zaś upór w tej sprawie nazwał wyrazem ignorancji i nieznajomości prawa europejskiego[17].
- europoseł Jacek Protasiewicz z PO, którego zdaniem zgłaszane przez MSZ uwagi mają wyłącznie kontekst polityczny. W swojej wypowiedzi zwrócił m.in. uwagę, że Malta, która religię katolicką ma zapisaną w konstytucji nie wniosła żadnych zastrzeżeń do podpisania Karty. Poseł zasugerował ogólnokrajową debatę nad przyjęciem Karty[18].

Zdecydowane poparcie dla przyjęcia przez Polskę Karty wyraził szef PO Donald Tusk. Politycy Platformy Obywatelskiej po wygranej w wyborach parlamentarnych w Polsce w 2007 r. zadeklarowali, że Polska przyjmie Kartę Praw Podstawowych, wbrew zastrzeżeniom poprzednich władz. W odpowiedzi minister rządu Jarosława Kaczyńskiego Anna Fotyga 24 października 2007 roku stwierdziła, że karta stanowi zagrożenie dla mieszkańców Ziem Odzyskanych ze względu na roszczenia co do mienia poniemieckiego. Natomiast Jarosław Kaczyński podczas przedwyborczej debaty z Donaldem Tuskiem stwierdził, że zagrożenie Karty wynika z „praktyki europejskiej”. Następnego dnia Donald Tusk zapowiedział, że wysłucha opinii specjalistów (...) na temat wad i zalet wynikających z ewentualnego podpisania lub nie Karty praw podstawowych.
Opinie Fotygi zostały skrytykowane przez szefa Komisji Spraw Zagranicznych Parlamentu Europejskiego Jacka Saryusza-Wolskiego z PO, który uznał obawy minister za „bezzasadne”. W podobnym tonie wypowiedział się rzecznik Rady Unii Europejskiej Jesus Carmona: Karta praw podstawowych nie może być podstawą do niemieckich roszczeń majątkowych [...] Karta nie działa wstecz. Gdyby działała można by też z niej korzystać odwołując się do czasów Inkwizycji. Mark Gray, rzecznik Komisji Europejskiej, zwrócił uwagę, że kwestie restytucji ziemskich pozostają poza zakresem unijnego prawa i przypomniał, iż Art. 51 jasno stwierdza, że Karta wiąże państwa członkowskie tylko w tych sprawach, które regulowane są przez Unię Europejską.
Zdaniem prof. Romana Kuźniara w Karcie nie ma postanowień grożących Polsce. Wypowiedź minister Fotygi została również skrytykowana przez Bronisława Komorowskiego (PO), który nazwał wypowiedź minister „śmiechem” i „dyrdymałami” i potwierdził, że PO chce aby Karta obowiązywała także w Polsce oraz że nie ma żadnego powodu, dla którego obywatele polscy mieliby mieć mniejsze prawa niż mieszkańcy innych państw Wspólnoty. Również prof. prawa europejskiego Jan Barcz zaprzeczył jakoby Karta praw podstawowych miałaby nieść dla Polski jakiekolwiek niebezpieczeństwo. 12 listopada 2007 europoseł PiS Konrad Szymański stwierdził, że gdyby polski rząd przyjął Kartę Praw Podstawowych wówczas „należy brać pod uwagę scenariusz”, że PiS zagłosuje przeciw traktatowi reformującemu.
14 listopada 2007 roku eurodeputowani LiD zaapelowali do Donalda Tuska, by nie ulegał szantażowi politycznemu PiS i wywiązał się z powyborczych obietnic, przyjmując nowy traktat UE wraz z Kartą praw podstawowych. 21 listopada 2007 Helsińska Fundacja Praw Człowieka i Komitet Helsiński w Polsce zaapelowały do Donalda Tuska o przyjęcie unijnej Karty praw podstawowych, twierdząc, że jej nieprzyjęcie spowoduje, iż nasze prawa mogłyby być poważnie ograniczone w stosunku do praw, z których korzystają obywatele w innych państwach UE. 22 listopada 2007 roku biskupi polscy poparli ograniczenie Karty wynegocjowane przez Jarosława Kaczyńskiego.
Pomimo wcześniejszej krytyki PiS i wcześniejszego pełnego poparcia dla Karty praw podstawowych, 23 listopada 2007 podczas swojego exposé, Donald Tusk stwierdził, że rząd podpisze traktat reformujący, ale z uwzględnieniem protokołu brytyjskiego o ograniczeniu stosowania Karty praw podstawowych w Polsce: pojadę do Lizbony i Brukseli podpisać traktat reformujący z uszanowaniem efektów negocjacji moich poprzedników. Decyzja Tuska została uznana za pozytywną i rozsądną przez biskupów.
Krytycznie o decyzji Tuska wypowiadali się między innymi:
- prof. Zbigniew Hołda, który nazwał decyzję Tuska „porażką państwa praw człowieka”[34]
- prof. Bronisław Geremek, który zaapelował do Tuska o „nieuleganie szantażowi ws. Karty”. Stwierdził, że „Polska „Solidarności”, Polska europejska, tolerancyjna i otwarta chce Karty”[35].
- Helsińska Fundacja Praw Człowieka, która zaapelowała do Tuska w otwartym liście „o podjęcie wszelkich starań w celu przyjęcia przez nasz kraj pełnej treści Karty praw podstawowych Unii Europejskiej, będącej integralną częścią nowego traktatu tworzącego ramy jej funkcjonowania”[36].
- prof. Marek Safjan, który stwierdził, że powodami ograniczenia Karty dla polskich obywateli są „fobie i przesądy” oraz niezrozumienie podstaw konstrukcji prawa wspólnotowego[37].

### Podpisanie traktatu lizbońskiego
29 listopada 2007 roku Parlament Europejski stosunkiem głosów 534 za, 85 przeciw oraz 21 wstrzymujących się przyjął rezolucję, w której poparł Kartę Praw Podstawowych oraz zwrócił się z apelem do Polski i Wielkiej Brytanii, by zrezygnowały z protokołu ograniczającego stosowanie dokumentu w tych krajach.
Według telefonicznego sondażu na grupie 500 osób przeprowadzonego przez PBS DGA dla Gazety Wyborczej 29 listopada 2007 roku poparcie dla Karty praw podstawowych deklaruje 57% Polaków, zaś 22% jest przeciwko. Kwestia przyjęcia Karty była też jedną z ważniejszych spraw omawianych przez premiera Donalda Tuska w czasie jego wizyty w Brukseli w dniu 4 grudnia 2007. Zapowiedział wówczas, że polskie władze gotowe są wrócić do rozmów na temat jej pełnego przyjęcia, jeśli tylko zmienią się okoliczności i uda się wyjaśnić wątpliwości sceptyków. 7 grudnia 2007 grupa 28 polskich polityków, publicystów i intelektualistów (związanych z Prawicą Rzeczypospolitej i UPR) podpisała się pod deklaracją, w której zaapelowała do polskich władz o niepodpisywanie traktatu reformującego i – w szczególności – podtrzymanie decyzji o odrzuceniu Karty. Sygnatariuszami rezolucji byli m.in. Artur Zawisza, prof. Jacek Bartyzel i Stanisław Michalkiewicz.
13 grudnia 2007 roku nastąpiło uroczyste podpisanie traktatu reformującego nadającego prawny charakter Karty. Decyzją premiera Donalda Tuska i wbrew przedwyborczym obietnicom Karta w Polsce podlega ograniczeniu wynegocjowanemu wcześniej przez rząd Jarosława Kaczyńskiego. 20 grudnia 2007 Sejm głosami koalicji przyjął uchwałę, w której wyraził „nadzieję, że możliwe będzie odstąpienie przez Rzeczpospolitą Polską od protokołu brytyjskiego”. 16 marca 2008 roku prezydent Polski Lech Kaczyński stwierdził, że ograniczenie ochrony Karty praw podstawowych dla polskich obywateli to rozwiązanie, które będzie najlepsze dla narodu, dodając iż postanowienia Traktatu związane z wiarą katolicką muszą zostać tak mocno zabezpieczone, jak to w prawie świeckim jest możliwe.